# Аксуатский сельский округ (Акжаикский район)
Аксуатский сельский округ — административно-территориальное образование в Акжаикском районе Западно-Казахстанской области.

## Административное устройство
1. село Аксуат
2. село Акбулак